# 815
Évszázadok: 8. század – 9. század – 10. század
Évtizedek: 760-as évek – 770-es évek – 780-as évek – 790-es évek – 800-as évek – 810-es évek – 820-as évek – 830-as évek – 840-es évek – 850-es évek – 860-as évek
Évek: 810 – 811 – 812 – 813 –  814 – 815 – 816 – 817 – 818 – 819 – 820

## Események
- Az ikonoklasztáziát támogató V. León bizánci császár és az ikontisztelő I. Niképhorosz konstantinápolyi pátriárka között vehemens teológiai vita tör ki, amelynek eredményeképpen a pátriárka kiátkozza a császárt, az pedig leváltja pozíciójáról a pátriárkát. Az új pátriárka I. Theodotosz lesz, aki zsinatot hív össze és ismét a képrombolást teszi meg a birodalom hivatalos valláspolitikájának.
- V. León követséget küld Jámbor Lajos frank császárhoz egy bolgárellenes szövetség létrehozásáról. Bár a szövetség nem jön létre, a két birodalom közé szorult bolgárok kánja, Omurtag hajlandó 30 évre szóló békét kötni Bizánccal.
- Jámbor Lajos megalapítja a hildesheimi püspökséget.
- Ecgberht wessexi király feldúlja Dumnonia (a mai Devon és Cornwall területén) briton királyságának földjeit.

### Ázsia
- Meghal Tridé Szongcen tibeti császár. Utóda fia, Tricuk Decen (közismertebb nevén Ralpacsen).
- Először említik meg, hogy a japán uralkodó teát iszik. Szaga császárt egy buddhista apát kínálta meg (a teát 9 évvel korábban vitte be Japánba a szerzetes Kúkai).

## Születések
- Dávúd al-Záhirí, arab teológus, jogtudós
- Eberhard, friuli herceg
- Johannes Scotus Erigena, ír teológus, filozófus
- Szent Metód, bizánci hittérítő
- Theodóra, bizánci császárné

## Halálozások
- Dzsábir ibn Hajján, arab alkimista
- Másáalláh, perzsa asztrológus
- Omar at-Tabari, perzsa asztrológus
- Tridé Szongcen, tibeti császár

## Fordítás
- Ez a szócikk részben vagy egészben  a(z)   815 című angol Wikipédia-szócikk ezen változatának fordításán alapul.  Az eredeti cikk szerkesztőit annak laptörténete sorolja fel. Ez a jelzés csupán a megfogalmazás eredetét és a szerzői jogokat jelzi, nem szolgál a cikkben szereplő információk forrásmegjelöléseként.